# سیل ۱۴۰۳ مشهد
سیل ۱۴۰۳ مشهد در روز ۲۶ اردیبهشت ۱۴۰۳ در پی بارش شدید باران و تگرگ جاری شد. این بارندگی شدید باعث شد نهرهای بسیاری در خراسان رضوی طغیان کنند و سیل در مشهد به راه افتاد و در مسیر سیل خسارات فراوان جانی و مالی ایجاد کرد. باران سیل آسا همراه با رعد و برق در ساعت ۱۴ و ۳۰ دقیقه روز ۲۶ اردیبهشت در مشهد منجر به آبگرفتگی در خیابان‌ها و تاریکی آسمان در این کلانشهر شد. بر اساس اعلام سرپرست مدیریت بحران خراسان رضوی، در مشهد ظرف یک ساعت ۳۸ میلی‌متر باران بارید. در واقع علت اولیه سیل مشهد این حجم از بارش است. بیشترین خرابی این سیل در منطقه سیدی گزارش شد.
بسیاری شهرداری مشهد را از مقصران اصلی خسارات این فاجعه می‌دانند. بررسی مسیر آبی که سرازیر شد، نشان می‌دهد که اول آب وارد بلوار نماز و بعد وارد محله سیدی و سپاه شده است. ازطرف‌دیگر آب و سیلاب وارد پل ترمینال گردیده و آنجا جمع شده است. موضوع دیگری که دربارهٔ آن صحبت می‌شود، فرضیه‌ای است که شهرداری مشهد آن را تأیید نمی‌کند؛ اینکه در پل ترمینال مشهد، دریچه‌هایی وجود دارد که می‌توانند مقدار زیادی دبی آب را عبور دهد و طبیعتاً نباید آب آنجا جمع می‌شده است، گفته می‌شود این دریچه‌ها شاید عملکردش دقیق نبوده یا به‌زعم بعضی کارشناسان، شاید این دریچه‌ها از یک سمت مسدود بوده است. اما شهرداری این فرضیه را رد می‌کنند و می‌گوید به‌دلیل آشغال‌هایی که در خود آب سیل بوده، کانال بسته شده و نتوانسته آب را به‌طور مناسب عبور دهد؛ همین هم موجب شده که سه‌متر آب جمع و منجر به فوت دو نفر شود. همچنین بررسی‌ها نشان می‌دهد، ۱۵ خودرو و حدود ۸ موتورسیکلت در میدان انقلاب و پل ترمینال مشهد گرفتار شده بودند که توسط تجهیزات آتش‌نشانی تا شب حادثه از آب خارج شدند. این فرایند تا شب ۲۶ اردبیبهشت نیز ادامه داشت و فردایش پل و میدان باز شدند.
این سیل با انکار مصطفی کلیدری مدیر بحران مشهد مواجه شد و سرانجام او برکنار شد
سه روز بعد و در تاریخ ۲۹ اردیبهشت ۱۴۰۳ مجددا سیل و بارش عظیمی در مشهد اتفاق افتاد وبارش قابل توجهی طی ۳۰ دقیقه از ۱۹ تا ۲۵ میلیمتر در ایستگاه‌های باران سنجی مختلف مشهد ثبت شده است. سیلابی شدن معابر موجب مسدود شدن مسیرهای اصلی در این شهر شد و این مسیرها در روز ۲۹ اردیبهشت دچار محدودیت شدید ترافیکی گردید. در پی این اتفاق رئیس مرکز ملی پیش‌بینی و مدیریت بحران سازمان هواشناسی گفت: هشدارهای هواشناسی از چند روز قبل از مخاطرات جوی مانند بارش‌های سیل‌آسا صادر می‌شود تا مردم و مسوولان آگاه شوند و تمهیدات لازم را بیندیشند. تداوم صدور هشدار در زمان وقوع یک واقعه، فایده‌ای ندارد. دبیرکل جمعیت هلال احمر نیز گفت: این اتفاق ناشی از عدم وجود زیرساخت مناسب بود، چنین بارندگی و تگرگی در تاریخ شهر سابقه نداشته است. گویی سنگ از آسمان می‌بارید و شیشه‌ها و سقف ماشین‌هایی که به صورت مستقیم با تگرگ مواجه شدند، آسیب دیده است.
بارندگی اردیبهشت ۱۴۰۳ در مشهد بی‌سابقه بود به طوری که در این ماه مشهد شاهد ۱۳۳/۳ میلیمتر باران بود و ۳۰۰ درصد افزایش بارندگی فقط در ماه دوم سال ۱۴۰۳ اتفاق افتاد.